# Picarol (Granados)
Picarol és una balada lírica en un acte i 5 escenes, amb música d'Enric Granados i text d'Apel·les Mestres, estrenada al Teatre Líric Català (instal·lat al Teatre Tívoli de Barcelona) el 23 de febrer de 1901.
És l'obra lírica més exitosa del compositor Enric Granados.

## Història
Apel·les Mestres va crear una balada escenificable a partir del seu breu poema El cuc i l'estrella. Aquest Picarol és ara un humà, i l'estrella és la Regina, la filla del senyor d'un castell. Picarol forma part de l'intent de creació d'una lírica catalana, una iniciativa nascuda de la voluntat d'Enric Morera de crear un estil que es desmarqués de la sarsuela i de l'òpera espanyoles.
A més dels cantants esmentats, van actuar el dia de l'estrena: Paricio (cambrera), Castillo (dama), Gil (comte) i Jaume Rigol (duc).
Els diaris van comentar l'estrena coincident tots en l'encert de la música i en la pobra interpretació dels cantants, amb dures paraules pel baríton Parés en alguns diaris, i en altres una referència al desconeixement del text per part dels actors-cantants, de tal manera que a vegades se sentia més a l'apuntador que als actors.
El manuscrit de l'obra va ser trobat a París l'any 1990 pel musicòleg Mark Larrad, juntament amb els d'altres obres de Granados (Miel de la Alcarria, Petrarca, Liliana i Gaziel), a la seu de l'editorial francesa Salabert.

## Argument
Època: segle XV
Lloc: indeterminat

### Escena I
En obrir-se el teló es veu una habitació d'un castell. La Regina, la filla del senyor del castell, està sent vestida per dames i cambreres, que la preparen per a la seva boda.

### Escena II
De sobta apareix Picarol, un joglar, i d'entre les seves entremaliadures vers les dones deixa veure que estima apassionadament la Regina. Aquesta és la lletra de la seva cançó de presentació:
Jo sóc un boig sense pena ni goig,

sóc un boig de naixença

de cor i de pensa.

Jo sóc un boig ben content de ser boig;

l'humana saviesa,

valor i grandesa,

virtut i noblesa...

fotesa, fotesa, fotesa!

Quin goig

ésser boig!

Jo em ric de tot, de la vida i la mort,

del cel i la terra,

la pau i la guerra.

Jo em ric del dèbil i em burlo del fort;

amor i bellesa,

constància i fermesa,

desig i tendresa...

fotesa, fotesa, fotesa!

Quin goig

ésser boig!

### Escena III
Picarol informa Regina que ell ha estat enviat per dir-li que gairebé tot està llest per a la cerimònia. Quan estigui tot enllestí sonarà un cànon per indicar que la processó cap a l'altar ha de començar.
Regina es disposa a pregar, i demana a les dames que l'acompanyin en les seves oracions, amb l'himne Acompanyeu-me a 'oratori, amigues.

### Escena IV
Es queden sols Regina i Picarol, i quan Regina li demana que l'entretingui amb alguna cançoneta, Picarol aquest li canta la cançó del cuc:
Un cuc de terra, un pobre cuc,
va enamorar-se d'una estrella.
Ell era ull-cluc poruc feixuc,
ella era hermosa a meravella.
El miserable, per l'atzar,
aixecà els ulls una vesprada,
a baix la terra era un fangar,
a dalt la volta era estrellada.
I entre tant d'astre pampallug,
entre el lluir de tanta estrella,
vegè una estrella el pobre cuc,
que va semblar-li la més bella.
I ai lariró!
Riu-te'n si vols de la cançó,
que jo no puc riure,
riu-te'n si vols de la cançó,
que jo no puc riure, no!
Des de llavors, cada nit,
fixa en el cel la mirada,
i amb son ull fit, ferit, ardit,
no hi veu res més que sa estimada.
Vivint per ella el malastruc,
se va morint sense esperança;
que el pobre cuc no és més que un cuc,
i ella és tan bella en lluitanansa [sic]!
I en tant, joiosa i resplendent,
fa son camí l'hermosa estrella
ignorant sempre, eternament,
que hi hagi un cuc que es mor per ella.
I ai lariró!
Riu-te'n si vols de la cançó,
que jo no puc riure,
riu-te'n si vols de la cançó,
que jo no puc riure, no!
Quan acaba la seva cançó, Picarol explica a Regina que ella és l'estrella de la cançó, però abans de confessar-li que ell és l'enamorat, el cuc, arriben homes i dones, patges, dames i cavaller, per acompanyar la Regina a la seva boda.

### Escena V
El seguici arriba a l'església, on canta el cor. Picarol fa jurar al Duc que tractarà bé la Regina, prometent que el matarà si no ho fa.
L'obra acaba amb Picarol reprenent el tema de la cançó del cuc, intercalat amb el cor de la boda.